# Castlevania: Portrait of Ruin
Castlevania: Portrait of Ruin, connu au Japon sous le titre Akumajō Dracula Gallery of Labyrinth (悪魔城ドラキュラ ギャラリー オブ ラビリンス), est un jeu vidéo de type metroidvania développé et édité par Konami sur la console portable Nintendo DS fin 2006. Ce jeu fait partie de la série Castlevania.

## Trame

### Scénario
Jonathan Morris, chasseur de vampires, et son amie Charlotte Aulin pénètrent dans le château de Dracula. Ce dernier menace de ressusciter avec l'aide de son fidèle bras droit, la Mort. Un vampire nommé Brauner qui est en colère contre l'humanité laisse passer sa haine dans l'art et notamment dans la peinture. Il croit que ses filles qu'il a perdues pendant la guerre se sont réincarnées en Loretta Lecard et Stella Lecard toutes deux filles de Eric Lecard. L'esprit de Eric est emprisonné dans le château jusqu'à preuve d'une libération ou destruction de cette force maléfique. Il aidera donc Jonathan et Charlotte dans leur quête.

### Personnages
Jonathan Morris : Héritier du clan Morris. Détenteur actuel du « Vampire Killer ».
Charlotte Aulin  : Amie de Jonathan Morris, puissante sorcière.
Brauner : Vampire autrefois humain qui a perdu ses filles lors de la Seconde Guerre mondiale. Il a renoncé a son humanité et juré de se venger des humains en leurs faisant la guerre.
Eric Lecard : Fantôme mystérieux accroché au château. Tout au long de l'aventure, l'on en apprendra plus sur lui. Il se fait appeler Wind (« Vent » en anglais) au début du jeu. C'est le père de Stella et de Loretta, un descendant des Belmont.
Stella Lecard : Fille d'Eric, vampirisée par Brauner ; c'est une excellente escrimeuse.
Lorreta Lecard : Sœur de Stella, fille d'Eric. Elle fut aussi vampirisée par Brauner ; c'est une excellente sorcière maîtrisant la glace.

## Système de jeu
Castlevania: Portrait of Ruin mélange exploration, plates-formes et jeu de rôle. L'écran supérieur de la console affiche la carte ou des informations sur le personnage que l'on incarne, l'écran tactile, contrairement à Castlevania: Dawn of Sorrow, ne permet plus de dessiner des Sceaux Magiques visant à détruire un Boss, mais permet d'effectuer plusieurs commandes dans un mode annexe du jeu, le Sister Mode. Dans cet opus, vous contrôlez non pas un mais deux héros, un garçon, Jonathan Morris, descendant de la famille Morris, liée a la famille Belmont, et une jeune fille, Charlotte Aulin, magicienne expérimentée et amie d'enfance de Jonathan. Tout le long du jeu, vous devrez user des talents de chacun pour passer les salles. Vous pourrez, par exemple, utiliser votre partenaire pour sauter plus haut pour atteindre des plates-formes inaccessibles auparavant, ouvrant ainsi de nombreux passages.